# Rita Ora
Rita Ora, nata Rita Sahatçiu (Priština, 26 novembre 1990), è una cantante, attrice e personaggio televisivo britannica di etnia kosovaro-albanese.
Il suo album di debutto Ora del 2012 ha raggiunto la prima posizione della classifica britannica, producendo i singoli di successo R.I.P. e How We Do (Party). Successivamente pubblica le hit Poison e I Will Never Let You Down e collabora con numerosi artisti, tra cui Iggy Azalea, Tinie Tempah, Avicii, Clean Bandit, Calvin Harris, Chris Brown, Liam Payne ed Ed Sheeran. Nel 2018 rende disponibile Phoenix, secondo album in studio, commercialmente sostenuto dai singoli Your Song, Anywhere e Let You Love Me. Nel 2023 pubblica il terzo album in studio You & I.
Dall'inizio della carriera discografica è apparsa tredici volte nella top ten dei singoli britannica con quattro prime posizioni ottenute tra il 2012 e il 2014. È stata riconosciuta come miglior artista femminile ai Silver Clef Award del 2015, ha vinto un MTV Europe Music Award, un MTV Video Music Award e ricevuto cinque candidature ai BRIT Award. In veste di coach e giudice ha partecipato ai programmi The X Factor, i segmenti britannico e australiano di The Voice e RuPaul's Drag Race All Stars. Ha inoltre presentato in due occasioni gli MTV Europe Music Awards e l'edizione 2016-2017 di America's Next Top Model.

## Biografia

### Inizi di carriera

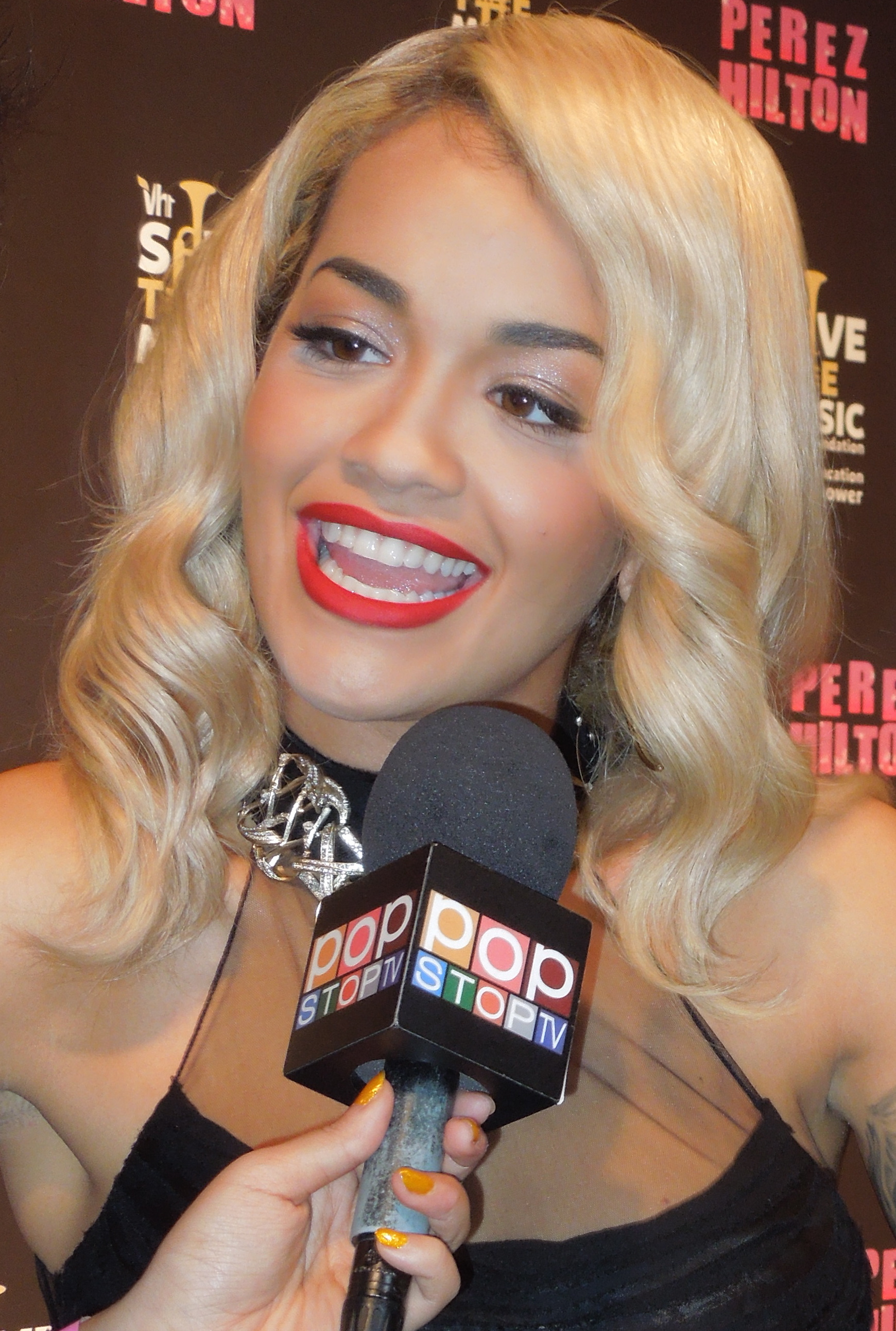
Rita Ora nel 2012

È nata nel 1990 a Priština, in Jugoslavia, da Besnik Sahatçiu, un economista e proprietario di un pub, e da Vera Bajraktari,, psichiatra, ambedue albanesi del Kosovo; il padre è musulmano e la madre cattolica. Ha una sorella maggiore, Elena, e un fratello minore, Don. Suo nonno è il regista Besim Sahatçiu. All'età di un anno la famiglia emigrò nel Regno Unito stabilendosi in Portobello Road, nel quartiere londinese di Notting Hill.
Il cognome originale della famiglia, Sahatçiu, in lingua albanese significa orologiaio, dal turco saatçi; al loro arrivo nel Regno Unito, i genitori decidono di adottare il cognome Ora (parola che in albanese ha il medesimo significato che ha in italiano, quindi viene mantenuto il riferimento agli orologi) in modo tale da renderlo più facile da pronunciare per gli inglesi, lasciando comunque l'originale come secondo cognome per loro e i loro figli.
La futura cantante inizia a cantare in tenera età. Nel 2004 ha debuttato come attrice interpretando un ruolo secondario nel film Spivs mentre nel 2009 partecipa alle audizioni per rappresentare il Regno Unito all'Eurovision Song Contest, vincendo la competizione ma decidendo infine di non partecipare all'importante evento, ritenendo questo non adatto a lei. Nel 2008 pubblica come singolo il brano Where's Your Love di Craig David, che contiene un'apparizione dell'artista insieme a Tinchy Stryder.
Nel 2009 viene notata dal rapper e produttore musicale Jay-Z e successivamente appare nei video di Young Forever dello stesso Jay-Z, oltre che di Over di Drake.

### 2011–2013:Orae il debutto cinematografico
Nel 2011 sono stati pubblicati dei video che la mostrano nell'atto di lavorare al suo album di debutto. In seguito viene pubblicato il singolo di DJ Fresh Hot Right Now, brano interpretato dalla stessa cantante. Il singolo debutta alla vetta della classifica del Regno Unito mentre il relativo video ufficiale ha avuto oltre 50 milioni di visualizzazioni su YouTube.. Per il suo primo album la cantante ha collaborato con: will.i.am, Ester Dean, Drake, The-Dream, Tinie Tempah e Kanye West.
A febbraio 2012 annuncia la pubblicazione dei singoli R.I.P. e How We Do (Party). Il primo è stato pubblicato agli inizi di aprile, insieme al relativo videoclip, mentre il secondo è stato presentato poche settimane prima. Entrambi hanno regalato alla cantante due hit di impatto globale, capaci di collocarsi al primo posto delle graduatorie britanniche.

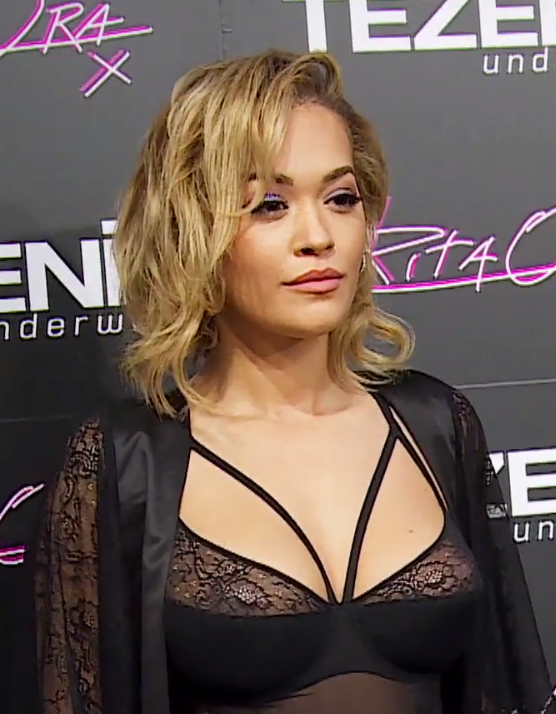
Rita Ora nel 2014

L'album, Ora, viene pubblicato il 27 agosto, mentre la cover ufficiale era stata diffusa a partire dal 5 luglio. Il 24 maggio dello stesso anno apre il concerto dei Coldplay nella loro unica data in Italia, a Torino, quello di Manchester il 10 giugno, quello di Nizza il 22 maggio e quello di Zurigo il 26 maggio 2012.
Dopo aver recitato una piccola parte nella pellicola Fast & Furious 6, uscita nel 2013, nel dicembre dello stesso anno viene scelta per vestire i panni di Mia Grey nella trasposizione cinematografica del best seller britannico di genere erotico Cinquanta sfumature di grigio della scrittrice E. L. James.

### 2014–2016: album con Calvin Harris mai pubblicato, cambio casa discografica
Il 30 gennaio 2014, annuncia la preparazione del secondo album in studio che verrà prodotto da Calvin Harris. Il 31 marzo 2014 pubblica il primo singolo I Will Never Let You Down che debutta alla 1ª posizione della Official Singles Chart. Poco dopo, annuncia di aver iniziato a lavorare sulla creazione di un nuovo album, nel quale figureranno collaborazioni con artisti come Diplo, Mustard e Prince. A causa di controversie private con il produttore Harris, l’album con l’intero progetto vengono prima posticipati, poi completamente annullati.
L'8 luglio 2014 la rapper Iggy Azalea estrae come nuovo singolo dal suo album di debutto Black Widow che debutta alla 5ª posizione della classifica americana: così facendo, diviene la prima canzone volta alla top ten nel suddetto Paese per la Ora.
Dal 10 gennaio 2015 diventa coach della quarta edizione di The Voice UK, affiancata da Tom Jones, will.i.am e Ricky Wilson. Subito dopo l'edizione di The Voice, viene confermato che la Ora farà parte dei giudici della 12ª edizione di The X Factor UK. Il 6 febbraio 2015 viene pubblicato il nuovo singolo di Charli XCX, Doing It, in collaborazione con Rita Ora, questa versione viene pubblicata solo nell'edizione europea dell'album, in quella nordamericana vi è solo una versione da solista del brano.

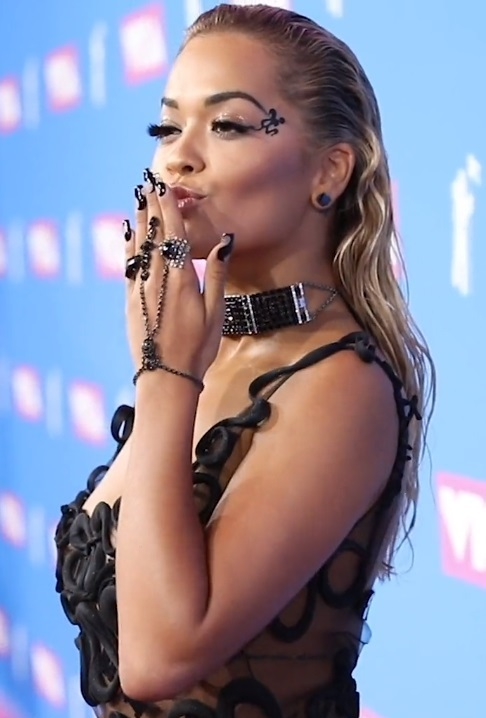
Rita Ora agli MTV Video Music Awards 2018.

Il 22 febbraio 2015 si esibisce con Grateful, brano facente parte della colonna sonora del film Beyond the Lights - Trova la tua voce e che ha ricevuto una candidatura, durante la manifestazione dell'87º Academy Awards. Il 3 giugno ha pubblicato il video del singolo Poison, che ha debuttato alla terza posizione della UK Singles Chart. Il 7 agosto, la cantante pubblica il suo nuovo singolo Body on Me in collaborazione con Chris Brown.
Dal 29 agosto la cantante è impegnata come giudice durante la 12ª stagione di X Factor. La sua artista Louisa Johnson verrà proclamata vincitrice, durante la finale tenutasi il 13 dicembre 2015. Il 6 novembre il gruppo Sigma pubblica il singolo Coming Home con la partecipazione vocale di Rita Ora, con la quale si esibiranno live per la prima volta durante il 5º live show di X Factor il 29 novembre. Il 10 dicembre è ospite in Italia su Rai 1 nel programma Andrea Bocelli - Il mio cinema, in cui duetta con Andrea Bocelli nel brano What Child Is This.
Nel giugno 2016 la cantante firma un nuovo contratto con la Atlantic Records. Nel luglio successivo, Tyra Banks, l'ideatrice di America's Next Top Model annuncia che la cantante la sostituirà come ospite nel medesimo programma. Il 3 settembre 2016 si esibisce a Roma presso la Basilica di San Paolo, alla vigilia della canonizzazione di Madre Teresa, con altri artisti albanesi accompagnati dall'Orchestra Filarmonica Kosovara.

### 2017-2019: Phoenix
Agli inizi di maggio 2017 la cantante annuncia tramite il proprio profilo Instagram che il 26 maggio verrà pubblicato il suo nuovo singolo Your Song. L'11 agosto 2017 il disc jockey svedese Avicii pubblica il singolo Lonely Together, nel quale Rita Ora partecipa vocalmente. Si tratta dell'ultimo singolo pubblicato da Avicii prima della sua scomparsa, avvenuta il 20 aprile dell'anno seguente. Il 20 ottobre 2017 viene rilasciato il singolo “Anywhere”. Tutti questi brani riescono ad entrare nella top 10 della classifica singoli britannica. Your Song e Lonely Together vengono certificate platino in Italia.
Il 20 dicembre 2017, è stato confermato che la cantante e il collega britannico Liam Payne avrebbero collaborato insieme in un brano intitolato For You e che avrebbe fatto parte della colonna sonora del film Cinquanta sfumature di rosso, capitolo finale della trilogia cinematografica tratta dai romanzi di E.L. James. L'11 maggio 2018 viene distribuito un nuovo singolo della cantante, Girls, che vede la collaborazione di Cardi B, Charli XCX e Bebe Rexha; nella stessa giornata ha inizio il The Girls Tour, con date in Europa e Nord America. In questo periodo, il brano For You e la vecchia hit Black Widow vengono certificate platino in Italia. Sempre nel 2017 conclude il talent show britannico Boy Band e gli MTV Europe Music Awards.
 Il 20 agosto 2018 diventa la prima artista kosovara a vincere il premio MTV Video Music Award, più precisamente nella categoria miglior video dance grazie a Lonely Together.
Il secondo album, Phoenix, è stato pubblicato il 23 novembre 2018, preceduto da un ulteriore singolo intitolato Let You Love Me. Alla pubblicazione del disco fa seguito un tour che tiene impegnata l'artista fra 2018 e 2019. Sempre nel 2019, Rita Ora realizza altre collaborazioni con DJ: Carry on con Kygo, per la colonna sonora del film Pokémon: Detective Pikachu, e Ritual con Tiesto e Jonas Blue. Ora appare inoltre anche come attrice in Pokémon: Detective Pikachu.

### You & Ie progetti televisivi e cinematografici

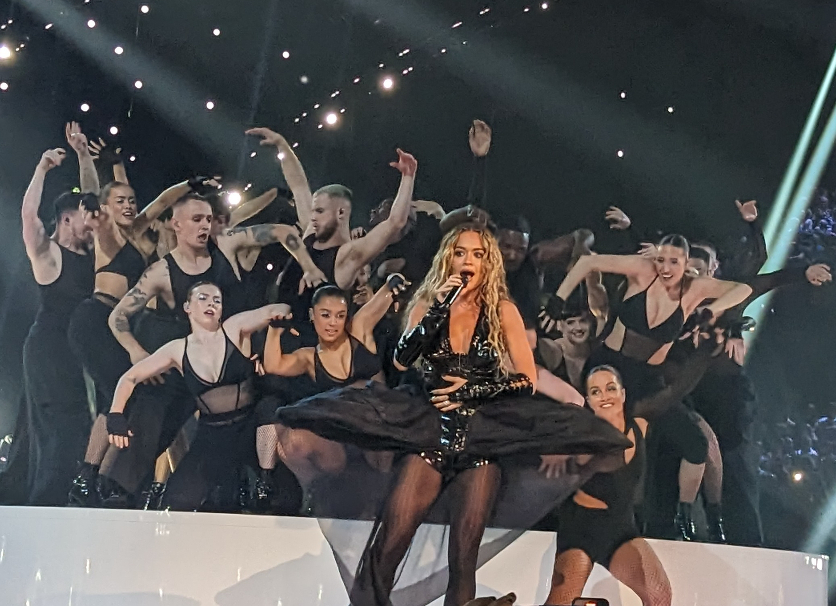
Rita Ora all'Eurovision Song Contest 2023

A marzo 2020, Rita Ora pubblica il singolo How To Be Lonely come primo estratto da un nuovo progetto discografico. Durante la promozione del brano, l'artista conferma in un'intervista di aver lavorato ad un nuovo album, ma in seguito posticipa la promozione del progetto e la conseguente pubblicazione al 2021 a causa della pandemia da COVID-19. Sempre nel 2020 è fra i giudici della prima edizione di The Masked Singer UK, ruolo per cui viene riconfermata anche nella seconda edizione.
Nel 2021 partecipa come giudice nella decima edizione di The Voice Australia, ruolo per il quale verrà riconfermata anche nel 2022. Sempre nel 2021 torna a recitare interpretando il ruolo di Artful Dodger nel film Twist e pubblica un EP intitolato Bang in collaborazione con il produttore Imanbek. Collabora successivamente con l'autrice Diane Warren e gli interpreti Sofía Reyes e Reik nel singolo Seaside, estratto dall'album di Diane Warren: The Cave Sessions, Vol 1.
Nel 2022 pubblica il singolo Finish Line, ancora una volta scritta da Diane Warren, per la colonna sonora della docuserie 37 Words. Nel febbraio 2022, è stato annunciato che avrebbe recitato nella serie televisiva ispirata al film di Disney+ La bella e la bestia del 2017. Nel gennaio 2023, Ora annuncia il suo passaggio all'etichetta BMG e pubblica il singolo You Only Love Me, che anticipa l'uscita del suo terzo album in studio You & I, pubblicato il 14 luglio 2023. Nel maggio 2023 si esibisce alla finale dell'Eurovision Song Contest.

## Immagine pubblica
Nel 2010 e nel 2011 la cantante appare in due campagne pubblicitarie per Calvin Klein. Nel 2013 è il volto di punta del marchio italiano Superga e di Material Girl, linea d'abbigliamento ideata da Madonna. Sempre nello stesso anno, la marca di cosmetici Rimmel ha annunciato la collaborazione con l'artista per le collezioni di make-up. Nel 2014 è il volto di punta delle collezioni Resort e Autunno/Inverno di Donna Karan. È anche il volto della fragranza dell'etichetta, DKNY My NY, ispirata a New York. Sempre nel 2014 è il volto di punta della campagna Autunno/Inverno di Roberto Cavalli e nel 2015 è apparsa nelle campagne pubblicitarie per Coca-Cola e Samsung Galaxy S6.
Nel gennaio 2014, Adidas ha annunciato una collaborazione di designer con Rita Ora per la loro linea d'abbigliamento sportivo casual, Adidas Originals. L'artista ha disegnato le proprie collezioni d'abbigliamento per il marchio, comprese calzature e accessori. Nel 2016 ha collaborato con il marchio italiano di moda Tezenis su una collezione di intimo da capsule per l'Autunno/Inverno 2016, dopo esserne stata già testimonial e ambasciatrice nel 2015.

## Vita privata
Rita Ora ha una conoscenza parziale della sua lingua d'origine, l'albanese. Alla domanda sulla sua religione, la cantante ha dichiarato: «Io credo in Dio e sono di religione musulmana, ma i miei genitori non mi hanno mai forzata, anzi, mi hanno cresciuto con l'idea che avrei potuto fare le mie scelte e avere le mie convinzioni». Più recentemente si è autoidentificata non tanto come religiosa, quanto più come «spirituale». Si è dichiarata femminista e ha inoltre dichiarato di essere bisessuale e avere attrazione nei confronti sia di donne che di uomini.
Il 10 luglio 2015 le è stato conferito il titolo di ambasciatrice onoraria per la Repubblica del Kosovo direttamente dalla presidente del Paese Atifete Jahjaga, presso l'Ambasciata del Kosovo a Londra. Durante la cerimonia, alla quale Rita è stata accompagnata dai suoi genitori, ha dichiarato di essere entusiasta dell'onorificenza conferitale e di impegnarsi assiduamente al fine di aiutare i giovani kosovari.
Nel 2021 ha iniziato una relazione sentimentale con il regista neozelandese Taika Waititi, che ha poi sposato nell'agosto 2022.

## Stile musicale
Rita Ora possiede un'estensione vocale da mezzosoprano. Ha dichiarato che la sua musica è influenzata da: Diana Ross, Freddie Mercury, India.Arie, Brandy Norwood, Monica, Gwen Stefani, Beyoncé, Aretha Franklin, Tina Turner e altri ancora.

## Discografia
- 2012 – Ora
- 2018 – Phoenix
- 2023 – You & I

## Tournée
- 2012 – Ora Tour
- 2013 – Radioactive Tour
- 2018 – The Girls Tour
- 2019 – Phoenix World Tour

## Filmografia

### Cinema
- Spivs, regia di Colin Teague (2004)
- Fast & Furious 6, regia di Justin Lin (2013)
- Cinquanta sfumature di grigio (Fifty Shades of Grey), regia di Sam Taylor-Johnson (2015)
- Southpaw - L'ultima sfida (Southpaw), regia di Antoine Fuqua (2015)
- Cinquanta sfumature di nero (Fifty Shades Darker), regia di James Foley (2017)
- Chris Brown: Welcome to My Life, regia di Andrew Sandler (2017)
- Cinquanta sfumature di rosso (Fifty Shades Freed), regia di James Foley (2018)
- Pokémon: Detective Pikachu, regia di Rob Letterman (2019)
- Twist, regia di Martin Owen (2021)

### Televisione
- The Brief – serie TV, 1 episodio (2004)
- The X Factor – talent show (2012; 2015) – Giudice
- 90210 – serie TV, episodio 5x10 (2013)
- Empire – serie TV, episodio 1x12 (2015)
- Descendants: L'ascesa di Red - film TV, regia di Jennifer Phang (2024)

## Programmi televisivi
- The Voice UK (2015) – Giudice
- America's Next Top Model (2016) – Giudice
- Boy Band (2017) – Conduttrice
- MTV Europe Music Awards (2017) – Conduttrice
- The Masked Singer UK – talent show (2020 - presente) – Giudice
- The Voice Australia (2021) – Giudice

## Doppiatrici italiane
Nelle versioni in italiano delle opere in cui ha recitato, Rita Ora è stata doppiata da:
- Domitilla D'Amico in Cinquanta sfumature di grigio, Southpaw - L'ultima sfida, Cinquanta sfumature di nero, Cinquanta sfumature di rosso, Twist, Descendants: L'ascesa di Red
- Benedetta Degli Innocenti in Fast & Furious 6

## Riconoscimenti
Bambi Award
- 2015 – Music Award – International

BRIT Award
- 2013 – Candidatura al miglior artista esordiente
- 2013 – Candidatura al miglior singolo britannico per Hot Right Now
- 2013 – Candidatura al miglior singolo britannico per R.I.P. (con Tinie Tempah)
- 2019 – Candidatura al miglior video britannico per For You (con Liam Payne)
- 2019 – Candidatura al miglior video britannico per Let You Love Me

Latin American Music Award
- 2019 – Miglior video per R.I.P. (con Sofía Reyes and Anitta)

MOBO Awards
- 2012 – Miglior artista esordiente
- 2012 – Candidatura alla miglior artista donna
- 2012 – Candidatura al miglior album per Ora
- 2013 – Candidatura alla miglior artista donna
- 2014 – Candidatura alla miglior artista donna
- 2015 – Candidatura al miglior video per Body on Me

MTV Europe Music Awards
- 2012 – Candidature al miglior artista rivelazione
- 2012 – Candidatura al miglior artista MTV Push
- 2013 – Candidatura al miglior look
- 2013 – Candidatura al miglior artista MTV World Stage
- 2014 – Candidatura al miglior look
- 2014 – Candidatura al miglior video per Black Widow (con Iggy Azalea)
- 2015 – Candidatura al miglior look
- 2017 – Candidatura al miglior look
- 2017 – Power of Music Award

MTV Video Music Awards
- 2018 –Miglior video dance per Lonely Together (con Avicii)
- 2018 –Candidatura ai migliori effetti speciali per Lonely Together (con Avicii)

Urban Music Awards
- 2012 – Artista dell'anno

MP3 Music Awards
- 2012 – Best Newcomer per Hot Right Now

Glamour Awards
- 2013 – UK Solo Artist
- 2015 – TV Personality

Harper's Bazaar Women of the Year Awards
- 2013 – Musician of the Year

Silver Clef Award
- 2015 – Miglior artista donna